# Julia García-Valdecasas
Julia García-Valdecasas Salgado (Barcelona, 29 de enero de 1944- Barcelona, 5 de febrero de 2009) fue una farmacéutica, auditora y política española, Ministra de Administraciones Públicas de 2003 a 2004 durante la VII Legislatura. Estaba casada con Xabier Añoveros y tenía tres hijos.

## Biografía
Hija de Francisco García-Valdecasas, antiguo rector de la Universidad de Barcelona. Se licenció en Farmacia por dicha Universidad y fue titular de una farmacia de 1969 a 1979.
Ingresó en el Cuerpo de Interventores y Auditores del Estado por oposición en 1980, ejerciendo como interventora regional de Hacienda en Cataluña. Ostentó la presidencia de la Asociación Nacional de Interventores de 1990 a 1994. 
José María Aznar la nombró delegada del Gobierno en la comunidad autónoma de Cataluña en mayo de 1996, siendo la primera mujer en ostentar el cargo. Ocupó el puesto hasta agosto de 2003, cuando fue nombrada Ministra de Administraciones Públicas, siendo de nuevo la primera mujer al frente de este ministerio. 
El 14 de marzo de 2004 fue elegida Diputada por la provincia de Barcelona en el Congreso de los Diputados para la VIII Legislatura.
El 1 de octubre de 2006, renunció al escaño de Diputada por motivos de salud (padecía una enfermedad degenerativa, la atrofia multisistémica o MSA). El 5 de febrero de 2009 falleció, en Barcelona, a causa de esa misma enfermedad complicada con una neumonía.

### Como dirigente deportiva
García-Valdecasas fue la directora de la campaña electoral de Julio Pardo, que en 1989 ganó las elecciones a la presidencia del RCD Español. Sin embargo, al no reunir la antigüedad suficiente como socia, no pudo ingresar en la junta directiva de Pardo hasta octubre de 1990, cuando fue nombrada vocal del área económica. Se mantuvo en el cargo poco más de un año, ya que en diciembre de 1991 presentó su dimisión junto con el vicepresidente de la comisión económica, Jorge Malet, por discrepancias con la secretaria técnica del club.